# Nerd of the Dead
Nerd of the Dead é uma websérie brasileira de comédia e ação sobre zumbis, com episódios de 15 a 17 minutos de duração. O projeto é realizado numa parceria com a Urubu Filmes e as produtoras independentes Asa Delta Filmes, Coyote Produções, Cachalote Fúria e Filmes e Teorema Filmes, e distribuído pela equipe do Omelete (site)|Omelete.com.br. A história é sobre dois jovens nerds, Kaiser e Bocarelli, que há muito tempo se preparam para um apocalipse zumbi. Quando eles descobrem que o apocalipse de fato está acontecendo, o sonho deles tem se tornado realidade, e os dois partem para a aventura de suas vidas. Originalmente a ideia era fazer um longa-metragem chamado Carnival of the Dead, mas depois decidiu-se que era melhor fazer uma websérie.

## Elenco
- Pedro Carvalho como Bocarelli [1]
- Rodrigo Gasparini como Kaiser [1]
- Daiane Bugatti como Raquel [1]
- Guilherme Lopes como Serrote [1]
- Chris Tex como Boris
- Danilo Gentili [3]